# Werchneje Pessotschnoje
Werchneje Pessotschnoje (russisch Верхнее Песочное) ist ein Dorf (derewnja) in der Oblast Kursk in Russland. Es gehört zum Rajon Konyschowka und zur Landgemeinde (selskoje posselenije) Beljajewski selsowjet.

## Geographie
Der Ort liegt gut 84 km Luftlinie nordwestlich des Oblastverwaltungszentrums Kursk im südwestlichen Teil der Mittelrussischen Platte, 21 km nordwestlich des Rajonverwaltungszentrums Konyschowka, 8 km vom Sitz des Dorfsowjet – Beljajewo, 40,5 km von der Grenze zwischen Russland und der Ukraine, im Becken der Swapa (Nebenfluss des Seim).

### Klima
Das Klima im Ort ist wie im Rest des Rajons kalt und gemäßigt. Es gibt während des Jahres eine erhebliche Niederschlagsmenge. Dfb lautet die Klassifikation des Klimas nach Köppen und Geiger.

## Bevölkerungsentwicklung
| Jahr | Einwohner |
| ---- | --------- |
| 2002 | 44        |
| 2010 | 25        |

Anmerkung: Volkszählungsdaten

## Verkehr
Werchneje Pessotschnoje liegt 35 km von der Fernstraße föderaler Bedeutung M3 „Ukraina“ (Moskau – Kaluga – Brjansk – Grenze zur Ukraine), 60 km von der Straße M2 „Krim“ (Moskau – A142/Trosna – Grenze zur Ukraine), 22,5 km von der Straße A 142 (Trosna – M3 Ukraina), 22 km von der Straße regionaler Bedeutung 38K-038 (Fatesch – Dmitrijew), 22,5 km von der Straße 38K-005 (Konyschowka – Schigajewo – 38K-038), 7 km von der Straße 38K-003 (Dmitrijew – Berjosa – Menschikowo – Chomutowka), 19 km von der Straße 38K-023 (Lgow – Konyschowka), 7,5 km von der Straße interkommunaler Bedeutung 38N-144 (Konyschowka – Makaro-Petrowskoje, mit Auffahrt nach Beljajewo und Tschernitscheno), 1 km von der Straße 38N-458 (38N-144 – Nizhneye Pesochnoye) und 15 km von der nächsten Eisenbahnhaltestelle 536 km (Eisenbahnstrecke Nawlja – Lgow-Kijewskij) entfernt.
Der Ort liegt 176 km vom internationalen Flughafen von Belgorod entfernt.